# Toruńskie Wódki Gatunkowe
Toruńskie Wódki Gatunkowe – firma należąca do spółki Chemirol z Mogilna. Jej siedziba znajduje się przy ul. Jana Olbrachta 14/16 w Toruniu.

## Historia
Spirytusownię otworzył w 1884 roku żydowski przedsiębiorca Natan Hirschefld. Początkowo zakład produkował alkohole, które eksportowano na rynek europejski oraz do Afryki i Azji. Najsłynniejszym trunkiem w tamtym okresie były tzw. Toruńskie Krople Życia (Thorner Lebenstropfen).
W 1890 roku nowym właścicielem zakładu został Wolf Sultan. W 1919 roku przejął go gdański kupiec Herman Winkelhausen – właściciel fabryki spirytusu w Starogardzie Gdańskim.
W 1922 roku właścicielem spirytusowni został Wacław Maćkowiak. Jego spirytualia uzyskiwały nagrody na wystawach przemysłowych: w 1926 roku w Rzymie i w 1927 roku w Paryżu. W 1925 roku zakład znacjonalizowano i do wybuchu II wojny światowej działał w ramach Państwowego Monopolu Spirytusowego. Po II wojnie światowej działała w ramach Polmosu. W szczytowym okresie jego rozwoju, który przypadł na połowę lat 80. XX wieku, zakład produkował prawie 20 milionów butelek alkoholu rocznie.
W latach 2003–2007 kilkakrotnie próbowano sprzedać zakład prywatnemu właścicielowi. W wyniku dużej konkurencji na rynku sąd ogłosił upadłość spółki. Maszyny i budynek w latach 2009–2011 były dzierżawione przez Fabrykę Wódek „Kopernik” Krzysztofa Mielewczyka. W maju 2011 roku Polmos Toruń został kupiony przez spółkę Chemirol.